# مران عليا (مقاطعة ديواندرة)
مران عليا (بالفارسية: مران علیا) هي قرية تقع في قسم اوباتو (مقاطعة ديواندرة) في إيران. يقدر عدد سكانها بـ 413 نسمة بحسب إحصاء 2016.